# Virštanj
Virštanj este o localitate din comuna Podčetrtek, Slovenia, cu o populație de 188 de locuitori.